# Metal Morph
Metal Morph è un videogioco fantascientifico in 2D del 1994 esclusivo per la console SNES, prodotto da Origin Systems e pubblicato solo in Nord America da FCI, Inc. (una filiale locale della giapponese FCG).

## Trama
In un futuro distante, più precisamente nell'anno 2214, la Terra è entrata in contatto con una galassia parallela conosciuta come "Otherside". I governi del pianeta, per rappresentarla in questa missione di pace decidono di inviare come ambasciatore Metallion, una creatura vivente umanoide sviluppata dagli scienziati dell'Allied Intragalactic Matrix (AIM), in grado di effettuare un processo chiamato "MetalMorphosis" per farlo sopravvivere nelle zone più remote dell'Universo.
La stessa AIM per l'occasione gli ha creato l'Hypergate, un portale interdimensionale, che permette di raggiungere tramite collegamento tale galassia con la sua Intrepid, l'astronave realizzata nel medesimo composto. Tuttavia una volta atterrato sul luogo dell'incontro, la base situata su un asteroide, Metallion subito viene catturato dagli alieni ospitanti e usato come cavia nel loro laboratorio, desiderosi di esaminarlo per carpirne il suo segreto e che avviano dopo l'invasione della Terra.
Per egli non rimarrà altra scelta se quella di fuggire autosciogliendosi e partire alla ricerca dei pezzi mancanti della Intrepid, sabotata al momento dell'imboscata, per raggiungere nuovamente l'Hypergate e fare ritorno sano e salvo sul proprio pianeta.

## Modalità di gioco
Metal Morph consta di otto livelli di gioco, il cui gameplay è suddiviso in due rappresentative fasi.
Nella prima, ibrido tra run 'n' gun e platform, si veste i panni appunto di Metallion, il cui suo preciso scopo è trovare e raccogliere il Morph Pod, ossia un pezzo della sua astronave, la Intrepid, per poi tornare alla navicella medesima prendendo l'uscita mediante una porta. Sono presenti vari tipi di alieni che lo ostacolano sparandogli, e quindi eliminarli nella egual maniera. Grazie alla "MetalMorphosis" può sciogliersi per entrare e fuoriuscire dai tubi in modo da oltrepassare dei muri invalicabili, come anche passare sotto a dei piccoli passaggi o aggirare inosservatamente i nemici.
Inoltre si possono trovare sparsi oggetti per lui utili, quali una icona con il suo volto (equivale a un continua extra), uno scudo che per qualche secondo lo protegge dai fuochi degli alieni o dalle scariche elettriche, e quattro differenti cartucce con le munizioni (Rounds) da rifornire nella propria pistola laser.
La seconda è di tipo sparatutto a scorrimento frontale. Metallion è a bordo della Intrepid e deve farsi largo nello spazio per arrivare a un pianeta o ad una base spaziale aliena, annientando durante il tragitto le astronavi che incrocia. Le battaglie alle volte avvengono mentre si sta sorvolando la superficie del pianeta, oppure contro la base che manda tali navicelle dai suoi pertugi che devono essere distrutti. A ogni Morph Pod raccolto comincia ad assumere nuove forme con nuovi tipi di attacchi.
A differenza della prima fase, qui un oggetto utile viene ottenuto a caso bersagliando a una capsula energetica. Oltre al continua extra e allo scudo si possono ricevere lo Smart Bomb, in grado di distruggere fino a quattro astronavi nemiche in un sol colpo, e lo Speed Up, che semplicemente aumenta la velocità di volo della Intrepid (il metodo può essere cambiato a piacimento tra "Flight Mode" e "Arcade Mode").
In entrambe le fasi, ogni volta che Metallion viene colpito da un nemico (solo nella seconda andandogli anche in collisione), non solo perde un continua, ma vede apparire sullo schermo un conto alla rovescia: entro nove secondi il giocatore può decidere se continuare la partita o andare in game over, nel momento in cui lo fa scendere a 0.

## Accoglienza
La rivista GamePro ha dato a Metal Morph una recensione positiva, commentando che i suoi due schemi si completavano a vicenda, i controlli erano reattivi e precisi, la grafica era attraente e la musica più gli effetti sonori si adattavano alla sua atmosfera. Tuttavia, il recensore concluse che un acquisto di questo titolo sarebbe stato inutile, poiché la selezione del livello nelle opzioni e quelli non casuali consentivano al giocatore di vedere tutto ciò che esso aveva da offrire dopo un singolo noleggio.
Nintendo Power lo definisce un divertente videogioco di fantascienza con una buona varietà a ritmo veloce del gameplay, però tuttavia, lo trova troppo facile nella fase spaziale e troppo difficile in quella a scorrimento (quest'ultima per via dei controlli). Electronic Gaming Monthly semplicemente affermò che Metal Morph aveva una grande quantità di belle idee proposte, solo che non furono ben eseguite dai suoi sviluppatori.